# Cairo Challenger
Il Cairo Challenger, noto come Palm Hills International Tennis Challenger per motivi di sponsorizzazione, è stato un torneo professionistico maschile di tennis giocato sulla terra rossa, che faceva parte dell'ATP Challenger Tour. Si è giocato annualmente tra il 1983 e il 2010, con diverse interruzioni, al Cairo in Egitto.
In precedenza si era giocato nella capitale egiziana il Cairo Open, noto anche come Egyptian Open e prima ancora come Egyptian Championships, torneo inaugurato negli anni 1920 a cui hanno partecipato molti dei migliori giocatori del mondo. Nel 1975 il Cairo Open è entrato a far parte del circuito Grand Prix e tra i vincitori di questo periodo figurano campioni come Guillermo Vilas, Corrado Barazzutti, Jose Higueras, Francois Jauffret e Manuel Orantes. Nel 1982 si è giocata l'ultima edizione affiliata al Grand Prix e l'anno successivo si è disputata la prima edizione del Cairo Challenger.

## Albo d'oro

### Singolare
| Anno       | Campione            | Finalista                | Punteggio      |
| ---------- | ------------------- | ------------------------ | -------------- |
| 2010       | Ivo Minář           | Simone Vagnozzi          | 3–6, 6–2, 6–3  |
| 2009- 2003 | Non disputato       | Non disputato            | Non disputato  |
| 2002       | Stefano Galvani     | Albert Portas            | 2–6, 7–6, 6–1  |
| 2001       | Non disputato       | Non disputato            | Non disputato  |
| 2000       | Albert Portas (2)   | Jiří Vaněk               | 7–5, 6–3       |
| 1999       | Karim Alami         | Christophe Rochus        | 6–3, 6–1       |
| 1998       | Albert Portas (1)   | Alberto Martín           | 6–2, 1–6, 6–3  |
| 1997       | Alberto Berasategui | Karim Alami              | 7–5, 6–3       |
| 1996       | Fernando Meligeni   | Alberto Berasategui      | 3–6, 6–1, 6–2  |
| 1995- 1992 | Non disputato       | Non disputato            | Non disputato  |
| 1991       | Bryan Shelton       | Jacco Eltingh            | 7–6, 7–6       |
| 1990       | Thomas Muster       | José Francisco Altur     | 6–4, 6–3       |
| 1989       | Sergi Bruguera      | Jordi Arrese             | 6–7, 6–4, 6–4  |
| 1988       | Jordi Arrese        | Carlos Di Laura          | 7–6, 6–2       |
| 1987       | Alberto Tous        | David de Miguel Lapiedra | 6–2, 6–3       |
| 1986       | Non completato      | Non completato           | Non completato |
| 1985       | Fernando Luna (2)   | Trevor Allan             | 6–3, 6–4       |
| 1984       | Fernando Luna (1)   | Mark Dickson             | 6–4, 6–2       |
| 1983       | Henrik Sundström    | Juan Avendaño            | 6–7, 6–2, 6–0  |

### Doppio
| Anno       | Campioni                               | Finalisti                             | Punteggio           |
| ---------- | -------------------------------------- | ------------------------------------- | ------------------- |
| 2010       | Martin Slanar Simone Vagnozzi          | Andre Begemann Dustin Brown           | 6–3, 6–4            |
| 2009- 2003 | Non disputato                          | Non disputato                         | Non disputato       |
| 2002       | Karsten Braasch Tomas Behrend          | Albert Portas Álex López Morón        | 7–6(3), 6–4         |
| 2001       | Non disputato                          | Non disputato                         | Non disputato       |
| 2000       | Albert Portas (2) Álex López Morón (2) | Pavel Kudrnáč Petr Kovačka            | 6–4, 6–3            |
| 1999       | Juan Ignacio Carrasco Jairo Velasco Jr | Albert Portas Álex López Morón        | 6(6)–7, 6–4, 7–6(5) |
| 1998       | Albert Portas (1) Álex López Morón (1) | Salvador Navarro Alberto Martín       | 4–6, 6–3, 6–2       |
| 1997       | Tomás Carbonell (2) Francisco Roig     | Wayne Arthurs Eyal Ran                | 6–3, 6–3            |
| 1996       | Alberto Berasategui Germán Puentes     | Branislav Galik Borut Urh             | 6–0, 6–0            |
| 1995- 1992 | Non disputato                          | Non disputato                         | Non disputato       |
| 1991       | Martin Damm David Rikl (2)             | Byron Black Marcos Ondruska           | 6–2, 6–3            |
| 1990       | Tomáš Anzari David Rikl (1)            | Eduardo Masso Christian Miniussi      | 6–3, 6–7, 7–5       |
| 1989       | Jordi Arrese Tomás Carbonell (1)       | Carlos Costa Francisco Roig           | 7–6, 6–3            |
| 1988       | Josef Čihák Cyril Suk                  | Roberto Argüello Marcelo Ingaramo     | 6–3, 6–2            |
| 1987       | Loïc Courteau Tore Meinecke            | Jordi Arrese David de Miguel Lapiedra | 2–6, 7–6, 6–4       |
| 1986       | Non disputato                          | Non disputato                         | Non disputato       |
| 1985       | Anand Amritraj Lloyd Bourne            | Trevor Allan Alberto Tous             | 6–4, 2–6, 7–5       |
| 1984       | Brett Dickinson Drew Gitlin            | Marcel Freeman Tim Wilkison           | 7–6, 6–3            |
| 1983       | Broderick Dyke Rod Frawley             | Brad Drewett John Feaver              | 6–3, 6–2            |